# Torneio de xadrez de Berlim de 1881
O Torneio de xadrez de Berlim de 1881 (2.DSB-Kongreß) foi uma competição internacional de xadrez organizada por Emil Schallopp que ocorreu entre 29 de agosto e 17 de setembro de 1881, em Berlim. Os melhores jogadores alemães participando eram Louis Paulsen, seu irmão Wilfried Paulsen e Johannes Minckwitz.O Reino Unido foi representado por Joseph Henry Blackburne e os Estados Unidos por James Mason. Mikhail Chigorin veio da Rússia e outros dois mestre poloneses, Szymon Winawer e Johannes Zukertort, também participaram. O torneio foi o mais forte disputado desde Baden-Baden 1870, sendo as partidas muito disputadas e com poucos empates. A fórmula de competição utilizada neste eventou foi utilizada como base para todos os congressos de xadrez na Alemanha até a primeira guerra.

## Tabela de resultados[3][4]
| #  | Jogador                    | 1 | 2 | 3 | 4 | 5 | 6 | 7 | 8 | 9 | 10 | 11 | 12 | 13 | 14 | 15 | 16 | 17 | Total |
| -- | -------------------------- | - | - | - | - | - | - | - | - | - | -- | -- | -- | -- | -- | -- | -- | -- | ----- |
| 1  | Joseph Henry Blackburne    | x | 1 | 1 | 1 | 0 | ½ | 1 | 1 | ½ | 1  | 1  | 1  | 1  | 1  | 1  | 1  | 1  | 14.0  |
| 2  | Johannes Hermann Zukertort | 0 | x | ½ | 1 | ½ | 1 | 1 | 1 | ½ | 1  | 0  | 0  | 1  | 1  | ½  | 1  | 1  | 11.0  |
| 3  | Szymon Winawer             | 0 | ½ | x | 0 | 1 | 0 | 1 | ½ | 1 | 1  | 1  | 0  | 1  | 1  | ½  | 1  | 1  | 10.5  |
| 4  | Mikhail Chigorin           | 0 | 0 | 1 | x | 0 | 0 | 0 | ½ | 1 | 1  | 1  | 1  | 1  | 1  | 1  | 1  | 1  | 10.5  |
| 5  | James Mason                | 1 | ½ | 0 | 1 | x | ½ | ½ | 0 | ½ | 1  | 0  | 1  | 0  | 1  | 1  | ½  | 1  | 9.5   |
| 6  | Alexander Wittek           | ½ | 0 | 1 | 1 | ½ | x | ½ | 1 | ½ | 0  | 1  | 0  | ½  | 1  | 0  | 1  | 1  | 9.5   |
| 7  | Johannes Minckwitz         | 0 | 0 | 0 | 1 | ½ | ½ | x | 1 | ½ | 0  | 0  | 1  | ½  | 1  | 1  | 1  | ½  | 8.5   |
| 8  | Jacques Schwarz            | 0 | 0 | ½ | ½ | 1 | 0 | 0 | x | 1 | 1  | ½  | 1  | 0  | ½  | 1  | ½  | 1  | 8.5   |
| 9  | Johann Berger              | ½ | ½ | 0 | 0 | ½ | ½ | ½ | 0 | x | 0  | 0  | 1  | 1  | ½  | 1  | 1  | 1  | 8.0   |
| 10 | Louis Paulsen              | 0 | 0 | 0 | 0 | 0 | 1 | 1 | 0 | 1 | x  | ½  | 1  | ½  | 1  | ½  | ½  | 1  | 8.0   |
| 11 | Wilfried Paulsen           | 0 | 1 | 0 | 0 | 1 | 0 | 1 | ½ | 1 | ½  | x  | 0  | ½  | ½  | 0  | ½  | 1  | 7.5   |
| 12 | Emil Schallopp             | 0 | 1 | 1 | 0 | 0 | 1 | 0 | 0 | 0 | 0  | 1  | x  | 1  | 0  | 1  | 0  | 1  | 7.0   |
| 13 | Fritz Riemann              | 0 | 0 | 0 | 0 | 1 | ½ | ½ | 1 | 0 | ½  | ½  | 0  | x  | 0  | 1  | ½  | 1  | 6.5   |
| 14 | Carl Wemmers               | 0 | 0 | 0 | 0 | 0 | 0 | 0 | ½ | ½ | 0  | ½  | 1  | 1  | x  | 1  | 1  | 1  | 6.5   |
| 15 | Josef Noa                  | 0 | ½ | ½ | 0 | 0 | 1 | 0 | 0 | 0 | ½  | 1  | 0  | 0  | 0  | x  | 1  | 1  | 5.5   |
| 16 | Carl Friedrich Schmid      | 0 | 0 | 0 | 0 | ½ | 0 | 0 | ½ | 0 | ½  | ½  | 1  | ½  | 0  | 0  | x  | 0  | 3.5   |
| 17 | H. von Schuetz             | 0 | 0 | 0 | 0 | 0 | 0 | ½ | 0 | 0 | 0  | 0  | 0  | 0  | 0  | 0  | 1  | x  | 1.5   |
| 18 | Karl Pitschel              | - | - | 0 | 0 | - | - | - | - | 0 | -  | -  | -  | -  | -  | -  | -  | -  | –     |